# Прапор Великих Сорочинців
Пра́пор Вели́ких Соро́чинців затверджений 20 березня 2007 р. рішенням XIV сесії сільської ради V скликання.

## Опис
У квадратному полотнищі малинового кольору від верху і низу древкової сторони до середини вільного краю відходить синій клин, на якому жовтий розширений хрест. У верхньому трикутному полі жовтий двічі перехрещений та знизу роздвоєний хрест Юньчик, у нижньому трикутному полі перехрещені жовті булава та шабля.